# Lîstvînne (Lîstvînne), Nîjnohirskîi
Lîstvînne (în ucraineană Листвинне) este localitatea de reședință a comunei Lîstvînne din raionul Nîjnohirskîi, Republica Autonomă Crimeea, Ucraina.

## Demografie
Componența lingvistică a localității Lîstvînne
     Rusă (96,34%)
     Ucraineană (3,5%)
Conform recensământului din 2001, majoritatea populației localității Lîstvînne era vorbitoare de rusă (96,34%), existând în minoritate și vorbitori de ucraineană (3,5%).